# Automeris coffeae
Automeris coffeae é uma espécie de mariposa do gênero Automeris, da família Saturniidae.